# Wiktor Sydoruk
Wiktor Wassyljowytsch Sydoruk (ukrainisch Віктор Васильович Сидорук; * 4. September 1937 in Lwów) ist ein ehemaliger sowjetischer Bogenschütze.
Wiktor Sydoruk gewann bei den Europameisterschaften 1970 Gold im Einzel und Bronze mit der Mannschaft. Darüber hinaus nahm er an den Olympischen Spielen 1972 in München als ältester Athlet des Teams der Sowjetunion teil und erreichte im Einzel Rang 7. Ein Jahr später wurde in Grenoble sowohl mit der Mannschaft als auch im Einzel Weltmeister mit dem Recurve-Bogen.
Nach seiner aktiven Karriere wirkte er in Spanien und Italien, bevor er 2001 in seine Heimat Ukraine für die Präsidentschaft des Verbandes zurückkehrte.